# メダカラガイ
メダカラガイ（Purpuradusta gracilis）はタカラガイ科に属する巻貝で、日本で最もふつうに見られるタカラガイの一種。「メダカラ」と呼ばれる。

## 外観
殻高約2cm以下の長い卵形の貝殻で、螺塔はめり込む。貝殻の腹側は成長するにつれて分厚く白色となり、開口部は狭まり縦に細長く開き、左右両側に20個前後の細かい歯が形成される。貝殻の背面は褐色で、大きい斑点ひとつまたは褐色の帯が認められることが多い。成貝では貝殻の側面と腹面に黒褐色の斑点が散らされる。若い貝殻は薄く、開口部は広く開く。ツマムラサキメダカラ属の特徴として成貝では貝殻の前後末端は少し着色するが、本種は褐色である。軟体部は橙褐色で外套膜突起は短い。
|  |

## 生態
暖海の潮間帯の岩礁や礫底に棲むが、昼間は岩の裏側に隠れ夜行性のため生態はよく分かっていない。他のタカラガイ類が外套膜に身を包むことが多い中、本種は殻を剥き出しにしていることが多い。藻類やデトリタスやバイオフィルムを食べていると考えられる。海綿も好物とされる。黄色い卵が多数集まった卵胞を産み、母貝は1週間卵胞の上にとどまって卵を守る。

## 分布
タカラガイの中では最も北限に生息する種であり、最北では北海道渡島半島で見つかったこともある。太平洋・インド洋から紅海にかけても分布する。

## 人との関係
江戸時代晩期に武蔵石壽による『目八譜』で「眼貝子」として紹介されている。貝殻の形が優美で、海岸での貝殻拾いでは好んで拾われる。